# Língua kumandi
Altai Setentrional é um grupo de vários dialetos tribais  turcomanos, dentre os quais o Kurmandi falados em Altai  na República de Altai da Rússia. Embora tradicionalmente consideradas uma única língua,  a língua Altai Meridional e as variedades do Norte não são totalmente mutuamente inteligíveis. O Altai escrito é baseado no Altai Meridional, sendo rejeitado pelas crianças do Altai do Norte.
Altai do norte é escrito em alfabeto cirílico. Em 2006, no Krai de Altai, um alfabeto foi criado para a variedade Kumandi.

## Falantes
De acordo com dados do Censo da Rússia de 2002, 65.534 pessoas no país Rússia afirmaram ter domínio do idioma Altai.  Only around 10% deles falam as variedades do Altai do norte, enquanto os restantes falam as variedades do Altai do sul. Além disso, de acordo com alguns dados, apenas 2% dos Altais falam fluentemente a própria língua Altai.

## Variantes
Altay do Norte consiste nas seguintes variantes:
- Dialeto Kumandy (Kумандинское нареч, Kumandıca, Kуманды,  - também Qubandy/Quwandy). 1.862 Kumandis dizem falar sua língua nacional,[6] mas 1.044 pessoas etão registradas como falantes da língua.[7]
- Dialeto Chelkan (Челканское наречие, - também Kuu/Quu, Chalkandu/Shalkanduu, Lebedin). 466 Chelkans afirmam falar sua língua nacional, e 539 pessoas ao todo afirmam conhecer Chalkan.

Língua Tubalar (Тубаларский язык, Tuba Türkçesi - (também conhecido como língua tuba), também é frequentemente atribuída como pertencer ao grupo Altai do Norte, mas sua relação com outras línguas é duvidosa e pode pertencer às língua quipewchaca. 408 Tubalares afirmam saber sua língua nacional, e 436 pessoas ao todo relataram conhecer Tuba.
Intimamente relacionados com as variedades do norte de Altay estão o dialeto Kondom Shor, Кондомское шорское наречие ,Kоndоm Şor ağzı e o  ruскы нарское,nAşağı Çulım ağzı da  língua chulym.

## Características linguísticas
Os seguintes recursos referem-se ao resultado de isoglosses turcomanas comumente usadas em Altai do Norte.
- * / ag / - Proto-turco * / ag / é encontrado em três variações em Altai do Norte: / u /, / aw /, / aʁ /
- * / eb / - Proto-turco * / eb / é encontrado como / yj / ou / yg /, dependendo da variedade
- * / VdV / - Com algumas exceções lexicais (provavelmente empréstimos), intervocálico prototurcomano * / d / resulta em / j /.

## Escrita
A língua usa o alfabeto  cirílico